# Allium sieheanum
Allium sieheanum là một loài thực vật có hoa trong họ Amaryllidaceae. Loài này được Hausskn. ex Kollmann mô tả khoa học đầu tiên năm 1983.